# Irwiniana graciliparamera
Irwiniana graciliparamera är en tvåvingeart som beskrevs av Kelsey 1971. Irwiniana graciliparamera ingår i släktet Irwiniana och familjen fönsterflugor. Inga underarter finns listade i Catalogue of Life.